# Anochilia moffartsi
Anochilia moffartsi är en skalbaggsart som beskrevs av Moser 1909. Anochilia moffartsi ingår i släktet Anochilia och familjen Cetoniidae. Inga underarter finns listade i Catalogue of Life.